# OHL 2013/14
Die OHL-Saison 2013/14 war die 34. Spielzeit der Ontario Hockey League. Die reguläre Saison begann am 19. September 2013 und endete am 16. März 2014, die anschließenden Play-offs dauerten vom 20. März bis zum 9. Mai 2014. Die Guelph Storm gewannen als punktbestes Team der Vorrunde die Hamilton Spectator Trophy. Durch einen Sieg in der Finalserie gegen die North Bay Battalion gewannen sie auch die Play-offs und damit ihren dritten J. Ross Robertson Cup.

## Teamänderungen
Das Brampton Battalion wurde nach North Bay umgesiedelt und in North Bay Battalion umbenannt. Das Team wurde wie das Brampton Battalion in die Central Division der Eastern Conference gesetzt.

## Reguläre Saison

### Platzierungen
Abkürzungen: GP = Spiele, W = Siege, L = Niederlagen, OTL = Niederlage nach Overtime, SOL = Niederlage nach Shootout, GF = Erzielte Tore, GA = Gegentore, Pts = Punkte

Erläuterungen:       = Play-off-Qualifikation,       = Division-Sieger,       = Conference-Sieger,       = Hamilton-Spectator-Trophy-Gewinner

#### Eastern Conference
|                        | GP | W  | L  | OTL | SOL | GF  | GA  | Pts |
| ---------------------- | -- | -- | -- | --- | --- | --- | --- | --- |
| Oshawa Generals        | 68 | 42 | 20 | 0   | 6   | 232 | 187 | 90  |
| North Bay Battalion    | 68 | 38 | 24 | 4   | 2   | 220 | 189 | 82  |
| Kingston Frontenacs    | 68 | 39 | 23 | 3   | 3   | 301 | 255 | 84  |
| Barrie Colts           | 68 | 37 | 28 | 1   | 2   | 266 | 218 | 77  |
| Sudbury Wolves         | 68 | 33 | 24 | 3   | 8   | 220 | 228 | 77  |
| Peterborough Petes     | 68 | 32 | 30 | 0   | 6   | 233 | 269 | 70  |
| Niagara IceDogs        | 68 | 24 | 35 | 3   | 6   | 223 | 284 | 57  |
| Mississauga Steelheads | 68 | 24 | 38 | 1   | 5   | 167 | 267 | 54  |
| Belleville Bulls       | 68 | 23 | 38 | 4   | 3   | 206 | 285 | 53  |
| Ottawa 67’s            | 68 | 23 | 39 | 3   | 3   | 222 | 308 | 52  |

#### Western Conference
|                             | GP | W  | L  | OTL | SOL | GF  | GA  | Pts |
| --------------------------- | -- | -- | -- | --- | --- | --- | --- | --- |
| Guelph Storm                | 68 | 52 | 12 | 2   | 2   | 340 | 191 | 108 |
| Sault Ste. Marie Greyhounds | 68 | 44 | 17 | 2   | 5   | 267 | 198 | 95  |
| Erie Otters                 | 68 | 52 | 14 | 2   | 0   | 312 | 170 | 106 |
| London Knights              | 68 | 49 | 14 | 1   | 4   | 316 | 203 | 103 |
| Windsor Spitfires           | 68 | 37 | 28 | 3   | 0   | 249 | 235 | 77  |
| Saginaw Spirit              | 68 | 33 | 30 | 4   | 1   | 254 | 248 | 71  |
| Owen Sound Attack           | 68 | 31 | 29 | 3   | 5   | 205 | 237 | 70  |
| Plymouth Whalers            | 68 | 28 | 33 | 0   | 7   | 187 | 238 | 63  |
| Kitchener Rangers           | 68 | 22 | 41 | 2   | 3   | 200 | 280 | 49  |
| Sarnia Sting                | 68 | 17 | 44 | 2   | 5   | 211 | 341 | 41  |

### Beste Scorer
Abkürzungen: GP = Spiele, G = Tore, A = Assists, Pts = Punkte, PIM = Strafminuten; Fett: Saisonbestwert
| Spieler             | Team                        | GP | G  | A  | Pts | PIM |
| ------------------- | --------------------------- | -- | -- | -- | --- | --- |
| Connor Brown        | Erie Otters                 | 68 | 45 | 83 | 128 | 22  |
| Dane Fox            | Erie Otters                 | 67 | 64 | 43 | 107 | 122 |
| Scott Kosmachuk     | Guelph Storm                | 68 | 49 | 52 | 101 | 83  |
| Connor McDavid      | Erie Otters                 | 56 | 28 | 71 | 99  | 20  |
| Andreas Athanasiou  | Barrie Colts                | 66 | 49 | 46 | 95  | 52  |
| Michael Dal Colle   | Oshawa Generals             | 67 | 39 | 56 | 95  | 34  |
| Nikolai Goldobin    | Sarnia Sting                | 67 | 38 | 56 | 94  | 21  |
| Max Domi            | London Knights              | 61 | 34 | 59 | 93  | 90  |
| Sam Bennett         | Kingston Frontenacs         | 57 | 36 | 55 | 91  | 118 |
| Sergei Toltschinski | Sault Ste. Marie Greyhounds | 66 | 31 | 60 | 91  | 22  |

### Beste Torhüter
Abkürzungen: GP = Spiele, TOI = Eiszeit (in Minuten), W = Siege, L = Niederlagen, OTL = Overtime/Shootout-Niederlagen, GA = Gegentore, SO = Shutouts, Sv% = gehaltene Schüsse (in %), GAA = Gegentorschnitt
| Spieler          | Team                        | GP | TOI  | W  | L  | OTL | GA  | SO | Sv%  | GAA  |
| ---------------- | --------------------------- | -- | ---- | -- | -- | --- | --- | -- | ---- | ---- |
| Anthony Stolarz  | London Knights              | 35 | 1927 | 25 | 5  | 1   | 81  | 4  | 92,6 | 2,52 |
| Alex Nedeljkovic | Plymouth Whalers            | 61 | 3436 | 26 | 27 | 0   | 165 | 1  | 92,5 | 2,88 |
| Matt Murray      | Sault Ste. Marie Greyhounds | 49 | 2984 | 32 | 11 | 1   | 128 | 6  | 92,1 | 2,57 |

## Play-offs

### Play-off-Baum
|  | Conference-Viertelfinale                              | Conference-Viertelfinale | Conference-Viertelfinale |                    | Conference-Halbfinale | Conference-Halbfinale | Conference-Halbfinale |                     |              | Conference-Finale | Conference-Finale | Conference-Finale |  |  | J.-Ross-Robertson-Cup-Finale | J.-Ross-Robertson-Cup-Finale | J.-Ross-Robertson-Cup-Finale |
|  |                                                       |                          |                          |                    |                       |                       |                       |                     |              |                   |                   |                   |  |  |                              |                              |                              |
|  | 1                                                     | Oshawa Generals          | 4                        |                    | 1                     | Oshawa Generals       | 4                     |                     |              |                   |                   |                   |  |  |                              |                              |                              |
|  | 8                                                     | Mississauga Steelheads   | 0                        | 6                  | Peterborough Petes    | 0                     |                       |                     |              |                   |                   |                   |  |  |                              |                              |                              |
|  |                                                       |                          |                          |                    |                       |                       |                       |                     |              |                   |                   |                   |  |  |                              |                              |                              |
|  | 2                                                     | North Bay Battalion      | 4                        | Eastern Conference | Eastern Conference    | Eastern Conference    |                       |                     |              |                   |                   |                   |  |  |                              |                              |                              |
|  | 7                                                     | Niagara IceDogs          | 3                        |                    |                       |                       |                       |                     |              |                   |                   |                   |  |  |                              |                              |                              |
|  | 7                                                     | Niagara IceDogs          | 3                        | 1                  | Oshawa Generals       | 0                     |                       |                     |              |                   |                   |                   |  |  |                              |                              |                              |
|  |                                                       |                          |                          | 1                  | Oshawa Generals       | 0                     |                       |                     |              |                   |                   |                   |  |  |                              |                              |                              |
|  |                                                       | 2                        | North Bay Battalion      | 4                  |                       |                       |                       |                     |              |                   |                   |                   |  |  |                              |                              |                              |
|  | 3                                                     | 2                        | North Bay Battalion      | 4                  | Kingston Frontenacs   | 3                     |                       |                     |              |                   |                   |                   |  |  |                              |                              |                              |
|  | 3                                                     |                          |                          |                    | Kingston Frontenacs   | 3                     |                       |                     |              |                   |                   |                   |  |  |                              |                              |                              |
|  | 6                                                     | Peterborough Petes       | 4                        |                    |                       |                       |                       |                     |              |                   |                   |                   |  |  |                              |                              |                              |
|  |                                                       |                          |                          |                    |                       |                       |                       |                     |              |                   |                   |                   |  |  |                              |                              |                              |
|  | 4                                                     | Barrie Colts             | 4                        | 2                  | North Bay Battalion   | 4                     |                       |                     |              |                   |                   |                   |  |  |                              |                              |                              |
|  | 5                                                     | Sudbury Wolves           | 1                        | 4                  | Barrie Colts          | 2                     |                       |                     |              |                   |                   |                   |  |  |                              |                              |                              |
|  | 5                                                     | Sudbury Wolves           | 1                        | 4                  | Barrie Colts          | 2                     | 2                     | North Bay Battalion | 1            |                   |                   |                   |  |  |                              |                              |                              |
|  | (Die Teams werden nach der ersten Runde neu gesetzt.) |                          |                          |                    |                       |                       | 2                     | North Bay Battalion | 1            |                   |                   |                   |  |  |                              |                              |                              |
|  |                                                       | 1                        | Guelph Storm             | 4                  |                       |                       |                       |                     |              |                   |                   |                   |  |  |                              |                              |                              |
|  | 1                                                     | 1                        | Guelph Storm             | 4                  | Guelph Storm          | 4                     |                       | 1                   | Guelph Storm | 4                 |                   |                   |  |  |                              |                              |                              |
|  | 1                                                     |                          |                          |                    | Guelph Storm          | 4                     |                       | 1                   | Guelph Storm | 4                 |                   |                   |  |  |                              |                              |                              |
|  | 8                                                     | Plymouth Whalers         | 1                        | 4                  | London Knights        | 1                     |                       |                     |              |                   |                   |                   |  |  |                              |                              |                              |
|  |                                                       |                          |                          |                    |                       |                       |                       |                     |              |                   |                   |                   |  |  |                              |                              |                              |
|  | 2                                                     | Soo Greyhounds           | 4                        |                    |                       |                       |                       |                     |              |                   |                   |                   |  |  |                              |                              |                              |
|  | 7                                                     | Owen Sound Attack        | 1                        |                    |                       |                       |                       |                     |              |                   |                   |                   |  |  |                              |                              |                              |
|  | 7                                                     | Owen Sound Attack        | 1                        | 1                  | Guelph Storm          | 4                     |                       |                     |              |                   |                   |                   |  |  |                              |                              |                              |
|  |                                                       |                          |                          | 1                  | Guelph Storm          | 4                     |                       |                     |              |                   |                   |                   |  |  |                              |                              |                              |
|  |                                                       | 3                        | Erie Otters              | 1                  |                       |                       |                       |                     |              |                   |                   |                   |  |  |                              |                              |                              |
|  | 3                                                     | 3                        | Erie Otters              | 1                  | Erie Otters           | 4                     |                       |                     |              |                   |                   |                   |  |  |                              |                              |                              |
|  | 3                                                     |                          |                          |                    | Erie Otters           | 4                     |                       |                     |              |                   |                   |                   |  |  |                              |                              |                              |
|  | 6                                                     | Saginaw Spirit           | 1                        | Western Conference | Western Conference    | Western Conference    |                       |                     |              |                   |                   |                   |  |  |                              |                              |                              |
|  |                                                       |                          |                          |                    |                       |                       |                       |                     |              |                   |                   |                   |  |  |                              |                              |                              |
|  | 4                                                     | London Knights           | 4                        | 2                  | Soo Greyhounds        | 0                     |                       |                     |              |                   |                   |                   |  |  |                              |                              |                              |
|  | 5                                                     | Windsor Spitfires        | 0                        | 3                  | Erie Otters           | 4                     |                       |                     |              |                   |                   |                   |  |  |                              |                              |                              |

### J.-Ross-Robertson-Cup-Sieger
| J.-Ross-Robertson-Cup-Sieger Guelph Storm | Torhüter: Matthew Mancina, Justin Nichols Verteidiger: Phil Baltisberger, Chadd Bauman, Nick Ebert, Matt Finn, Ben Harpur, Zac Leslie, Steven Trojanovic Angreifer: Justin Auger, Tyler Bertuzzi, Adam Craievich, Jason Dickinson, Robby Fabbri, Ryan Horvat, Scott Kosmachuk, Brock McGinn, Zack Mitchell, Stephen Pierog, Kerby Rychel, Marc Stevens, Pius Suter Cheftrainer: Scott Walker General Manager: Mike Kelly |

### Beste Scorer
Abkürzungen: GP = Spiele, G = Tore, A = Assists, Pts = Punkte, PIM = Strafminuten; Fett: Saisonbestwert
| Spieler           | Team                | GP | G  | A  | Pts | PIM |
| ----------------- | ------------------- | -- | -- | -- | --- | --- |
| Kerby Rychel      | Guelph Storm        | 20 | 11 | 21 | 32  | 23  |
| Zack Mitchell     | Guelph Storm        | 20 | 12 | 18 | 30  | 12  |
| Robby Fabbri      | Guelph Storm        | 16 | 13 | 15 | 28  | 12  |
| Scott Kosmachuk   | Guelph Storm        | 20 | 10 | 18 | 28  | 27  |
| Barclay Goodrow   | North Bay Battalion | 22 | 14 | 10 | 24  | 23  |
| Jason Dickinson   | Guelph Storm        | 20 | 8  | 16 | 24  | 6   |
| Michael Dal Colle | Oshawa Generals     | 12 | 8  | 12 | 20  | 0   |
| Brenden Miller    | North Bay Battalion | 21 | 3  | 17 | 20  | 27  |
| Dane Fox          | Erie Otters         | 14 | 8  | 11 | 19  | 26  |
| Connor McDavid    | Erie Otters         | 14 | 4  | 15 | 19  | 2   |

### Beste Torhüter
Abkürzungen: GP = Spiele, TOI = Eiszeit (in Minuten), W = Siege, L = Niederlagen, OTL = Overtime/Shootout-Niederlagen, GA = Gegentore, SO = Shutouts, Sv% = gehaltene Schüsse (in %), GAA = Gegentorschnitt
Es werden nur Torhüter erfasst, die mindestens 225 Spielminuten absolviert haben. Geordnet nach gehaltenen Schüssen (in %).
| Spieler           | Team               | GP | TOI | W | L | OTL | GA | SO | Sv%  | GAA  |
| ----------------- | ------------------ | -- | --- | - | - | --- | -- | -- | ---- | ---- |
| Daniel Altshuller | Oshawa Generals    | 11 | 699 | 8 | 3 | 0   | 22 | 3  | 93,1 | 1,89 |
| Andrew D’Agostini | Peterborough Petes | 11 | 697 | 4 | 6 | 1   | 33 | 0  | 92,6 | 2,84 |
| Brent Moran       | Niagara IceDogs    | 7  | 419 | 3 | 4 | 0   | 20 | 1  | 92,1 | 2,86 |

## Auszeichnungen

### All-Star-Teams
| First All-Star-Team |                                          |
| Angriff:            | Dane Fox – Scott Laughton – Connor Brown |
| Verteidigung:       | Aaron Ekblad – Slater Koekkoek           |
| Tor:                | Alex Nedeljovic                          |
| Trainer:            | D. J. Smith                              |

| Second All-Star-Team |                                                      |
| Angriff:             | Michael Dal Colle – Connor McDavid – Scott Kosmachuk |
| Verteidigung:        | Adam Pelech – Nikita Sadorow                         |
| Tor:                 | Matt Murray                                          |
| Trainer:             | Kris Knoblauch                                       |

| Third All-Star-Team |                                            |
| Angriff:            | Max Domi – Sam Bennett – Nicholas Baptiste |
| Verteidigung:       | Matt Finn – Darnell Nurse                  |
| Tor:                | Oscar Dansk                                |
| Trainer:            | Scott Walker                               |

### All-Rookie-Teams
| First All-Rookie-Team |                                                   |
| Angriff:              | Andrew Mangiapane – Travis Konecny – Blake Speers |
| Verteidigung:         | Travis Dermott – Mitchell Vande Sompel            |
| Tor:                  | Mackenzie Blackwood                               |

| Second All-Rookie-Team |                                               |
| Angriff:               | Lawson Crouse – Mitchell Marner – Nick Magyar |
| Verteidigung:          | Sean Day – Stefan LeBlanc                     |
| Tor:                   | Matthew Mancina                               |

### Vergebene Trophäen
| Auszeichnung                                  | Auszeichnung               | Team                        |
| --------------------------------------------- | -------------------------- | --------------------------- |
| J. Ross Robertson Cup                         | J. Ross Robertson Cup      | Guelph Storm                |
| Hamilton Spectator Trophy                     | Hamilton Spectator Trophy  | Guelph Storm                |
| Bobby Orr Trophy                              | Bobby Orr Trophy           | North Bay Battalion         |
| Wayne Gretzky Trophy                          | Wayne Gretzky Trophy       | Guelph Storm                |
| Emms Trophy                                   | Emms Trophy                | North Bay Battalion         |
| Leyden Trophy                                 | Leyden Trophy              | Oshawa Generals             |
| Holody Trophy                                 | Holody Trophy              | Guelph Storm                |
| Bumbacco Trophy                               | Bumbacco Trophy            | Sault Ste. Marie Greyhounds |
| Auszeichnung                                  | Spieler                    | Team                        |
| Red Tilson Trophy                             | Connor Brown               | Erie Otters                 |
| Eddie Powers Memorial Trophy                  | Connor Brown               | Erie Otters                 |
| Matt Leyden Trophy                            | D. J. Smith                | Oshawa Generals             |
| Jim Mahon Memorial Trophy                     | Connor Brown               | Erie Otters                 |
| Max Kaminsky Trophy                           | Aaron Ekblad               | Barrie Colts                |
| OHL Goaltender of the Year                    | Alex Nedeljkovic           | Plymouth Whalers            |
| Jack Ferguson Award                           | Jakob Chychrun             | Sarnia Sting                |
| Dave Pinkney Trophy                           | Oscar Dansk Devin Williams | Erie Otters                 |
| Emms Family Award                             | Travis Konecny             | Ottawa 67’s                 |
| F. W. „Dinty“ Moore Trophy                    | Matthew Mancina            | Guelph Storm                |
| Dan Snyder Memorial Trophy                    | Scott Simmonds             | Belleville Bulls            |
| William Hanley Trophy                         | Connor McDavid             | Erie Otters                 |
| Leo Lalonde Memorial Trophy                   | Dane Fox                   | Erie Otters                 |
| Bobby Smith Trophy                            | Connor McDavid             | Erie Otters                 |
| Roger Neilson Memorial Award                  | Patrick Watling            | Sault Ste. Marie Greyhounds |
| Ivan Tennant Memorial Award                   | Adam Craievich             | Guelph Storm                |
| Mickey Renaud Captain’s Trophy                | Matt Finn                  | Guelph Storm                |
| Wayne Gretzky 99 Award                        | Robby Fabbri               | Guelph Storm                |
| Ken Bodendistel Character Award for Officials | Sean Reid                  |                             |